# Фердінанд фон Шірах
Фердинанд фон Ширах (нім. Ferdinand von Schirach, 1964, Мюнхен) — німецький адвокат, письменник, драматург. Мільйони примірників його книг продаються у цілому світі й стали бестселерами. Станом на зараз вони представлені на ринку 40 країн.

## Життя
Ширах — це син мюнхенського купця Роберта фон Шираха (1938—1980) та внук обергруппенфюрера СА Бальдура фон Шираха. Його матір була внучкою підприємця та політика націонал-соціалістичної партії Фрітца Кіна. На його підприємстві певний час працював Роберт фон Ширах.
До чотирьох років Фердинанд фон Ширах зростав у Мюнхені, далі в Троссінгені. З 10 років до закінчення школи відвідував Єзуїтський коледж у Занкт-Блазієні.
Після вивчення права в Бонні та рефендаріату в Кельні він зрештою осів у Берліні, де працював з 1994 року адвокатом, основна спеціалізація якого — кримінальне право. Серед його клієнтів, до слова, й шпигун Норберт Юретцко.
Справжня слава прийшла до Фердинанда фон Шираха у 2008, коли він опікувався справою проти німецької служби новин у рамках процесу з Ліхненштайнським відмиванням податків, а також коли представляв сім'ю покійного актора Кляуса Кінські у суду проти обласного архіву Берліна, після того як Александер Дікс оприлюднив лікарняну картку Кінські.
Про його особисте життя відомо мало. В журналі від «Зюддойтше Цайтунг» він сам заявив, що не воліє стосовно цього висловлюватися.

## Творчість
У сорок п'ять років Фердинанд фон Ширах опублікував перші короткі оповідання. Він став одним із найуспішніших письменників Німеччини, книги якого стали бестселерами по цілому світі (станом на сьогодні вони вийшли друком у 40 країнах). В своїх інтерв'ю Ширах стверджує, що його мало цікавить сам по собі літературний процес, тож письменники його радше розглядали б як чужорідне тіло. Згідно з власними висловлюваннями він — синестетик.
В інтерв'ю для Südwestrundfunk він сказав, що чотири години на день він проводить за написанням творів, іншу частину дня він відписує листи та корегує текст.

## Книги
- «Verbrechen», 2009 (Злочин) — книга оповідань.
- «Schuld», 2010 (Вина) — книга оповідань.
- «Der Fall Collini», 2011 (Справа Колліні) — роман.
- «Tabu», 2013 (Табу) — роман.
- «Die Würde ist antastbar», 2014 (Гідність можна відчути на доторк) — збірка есеїв.
- «Die Herzlichkeit der Vernunft», 2017 (Щирість розуму) — у співавторстві з Александром Клюґе — книга 5 розмов про Сократа, Вольтера, Кляйста, політику та театральну виставу фон Шираха «Терор»
- «Strafe», 2018 (покарання) — збірка оповідань.
- «Kaffee und Zigaretten», 2019 (Кава та цигарки) — книга спостережень з власного життя.

## Промови
- Jeder kann zum Mörder werden. [Архівовано 25 листопада 2010 у Wayback Machine.] In: Tagesspiegel, 21. November 2010 (Rede Schirachs zur Verleihung des Kleist-Preises).
- Von Schirachs Hymne auf Berlin. [Архівовано 1 листопада 2013 у Wayback Machine.] In: B.Z. (Rede Schirachs zur Verleihung des B.Z.-Kulturpreises).

## Інтерв'ю
- Johanna Adorján: Verbrechen und andere Kleinigkeiten [Архівовано 16 квітня 2019 у Wayback Machine.]. Frankfurter Allgemeine Zeitung, 18. August 2009
- Gil Eilin Jung: «Manchmal treffe ich Menschen, vor denen ich Angst haben müsste» [Архівовано 23 січня 2012 у Wayback Machine.]. Legal Tribune online, 10. Mai 2010
- Gero von Boehm: Ferdinand von Schirach. 8. Juli 2010. Interview in: Begegnungen. Menschenbilder aus drei Jahrzehnten. Collection Rolf Heyne, München 2012, ISBN 978-3-89910-443-1, S. 722–729.
- Philipp Peyman Engel: «Man kann keine Ehrfurcht vor dem Bösen haben.» [Архівовано 4 березня 2016 у Wayback Machine.] Jüdische Allgemeine, 12. August 2010.
- Tobias Haberl: „Es geht nicht um Einsamkeit, es geht um Distanz“. In: Süddeutsche Zeitung Magazin. Nr. 38/2014, Süddeutscher Verlag, München, ISSN 0174-4917 (online). [Архівовано 2018-04-08 у Wayback Machine.]
- Ferdinand von Schirach: Vom Fremdsein in der Welt | SRF Sternstunde Philosophie, 8. Oktober 2018 [Архівовано 13 січня 2019 у Wayback Machine.]
- Gespräch mit Alfred Schier, 2. März 2019

## Видання творів Фердинанда фон Шираха в Україні
Видавництво першої книги оповідань «Покарання» заплановане видавництвом «Клуб Сімейного Дозвілля» на осінній період 2019 року. Перекладач — Зубченко Святослав.
"Справа Колліні" - світовий бестселер Фердинанда фон Шираха виданий видавництвом юридичної літератури "Юрінком Інтер" у квітні 2025 року. Перекладач - Олександр Кудрявцев.